# Бистрица (манастир, Влахия)
Манастирът Бистрица (на румънски: Mănăstirea Bistrița) е един от двата православни манастира с това име в Румъния. Другият манастир Бистрица е в Молдова.
Построен е между 1492 и 1494 г. от болярите Крайовеску, след което бил разрушен през 1509 г. от Михня I Реу и впоследствие възстановен между 1515 и 1519 г. от Крайовеску. 
Манастирът, подобно на българската църква „Свети Илия“ в Букурещ е издигнат за трети път между 1846 и 1855 г., след унищожителното вранчанско земетресение през 1838 г. Новата манастирска църква е изографисана от Георге Татареску. 